# Борово (община Крива паланка)
Вижте пояснителната страница за други значения на Борово.
Борово (на македонска литературна норма: Борово) е село в Северна Македония, в община Крива паланка.

## География
Селото е разположено в областта Славище в северното подножие на планината Осогово, югозападно от общинския център Крива паланка.

## История
В края на XIX век Борово е малко българско село в Кривопаланска каза на Османската империя. Според статистиката на Васил Кънчов („Македония. Етнография и статистика“) от 1900 година Борово е населявано от 140 жители българи християни.
Цялото християнско население на селото е под върховенството на Българската екзархия. По данни на секретаря на екзархията Димитър Мишев („La Macédoine et sa Population Chrétienne“) в 1905 година в Борово има 96 българи екзархисти.
По време на Първата световна война Борово е включено в Мождивяшка община и има 130 жители.
Според преброяването от 2002 година селото има 87 жители, всички северномакедонци.

## Личности
Родени в Борово
- Йордан Митов, български революционер, деец на ВМОРО, четник на Петко Стефанов в 1915 година[5]
- Мирко Николовски (р. 1938), югославски военен, генерал-майор